# Покшеньгское сельское поселение
Покшеньгское се́льское поселе́ние или муниципальное образование «Покшеньгское» — муниципальное образование со статусом сельского поселения в Пинежском муниципальном районе Архангельской области. 
Соответствует административно-территориальной единице в Пинежском районе — Покшеньгскому сельсовету.
Административный центр — деревня Кобелево.

## География
Покшеньгское сельское поселение находится в центральной части Пинежского муниципального района в бассейне рек Покшеньга, Дунай, Паша, Нырза.

## История
Муниципальное образование было образовано в 2006 году.

## Население
| 2010 | 2011 | 2012 | 2013 | 2014 | 2015 | 2016 | 2017 | 2018 |
| ---- | ---- | ---- | ---- | ---- | ---- | ---- | ---- | ---- |
| 382  | ↘381 | ↘346 | ↘317 | ↘297 | ↘273 | ↘239 | ↗242 | ↘234 |
| 2019 | 2020 | 2021 | 2023 |      |      |      |      |      |
| ↘225 | ↘209 | ↗265 | ↘255 |      |      |      |      |      |

## Состав сельского поселения
В состав сельского поселения входят входят:
- Большое Кротово
- Кобелево
- Красное
- Лохново
- Малое Кротово